# Bad Dürkheimer Hochbenn
Hochbenn heißt eine Weinlage bei Bad Dürkheim (Rheinland-Pfalz). Ihre Rebfläche umfasst 51,8 ha.

## Lage, Klima, Böden
Die Hochbenn gehört zum Anbaugebiet Pfalz, hier wiederum zum Bereich Mittelhaardt-Deutsche Weinstraße. Es handelt sich um eine Einzellage, die zur Großlage Hochmess gehört. Sie befindet sich vollständig auf Bad Dürkheimer Gemarkung. Die Höhenlage reicht von etwa 140 bis 180 m ü. NHN; das Gelände hier ist zu 20 % hängig, zu 80 % flach.
Die Böden der Hochbenn bestehen aus Lehm, Ton, Mergel und Kalksteinverwitterungen. Der Pfälzerwald im Westen schützt in seinem Lee die Hochbenn vor Niederschlägen.

## Name
Die Ersterwähnung des Namens war 1381 „in den Benden“. Der Name ist vom mittelhochdeutschen Wort „biunde“ abzuleiten, das ein umzäuntes Gelände bezeichnete, welches für bestimmten Anbauzweck vorgesehen war.
Der Name der Weinlage soll dem Dichter Gottfried Benn geholfen haben, in der Zeit des Nationalsozialismus seine nicht-jüdische Abstammung zu belegen, die aufgrund seines Nachnamens angezweifelt worden war: Nachdem er in einem Wirtshaus eine Flasche mit der Aufschrift „Bad Dürkheimer Hochbenn“ auf der Karte gesehen hatte, soll er mit der Stadtverwaltung von Bad Dürkheim Kontakt aufgenommen haben und um Informationen bezüglich der Namensherkunft gebeten haben, welche die Stadtverwaltung ihm auch zur Verfügung gestellt hat.